# Pavonite
La pavonite è un minerale appartenente al gruppo della benjaminite.

## Varietà
La kitaibelite è una varietà di pavonite ricca di piombo, considerata fino al 2006 una specie a sé stante.